# Georg Palludan
Georg Palludan (22. april 1889 i København – 16. november 1964) var en dansk arkitekt.
Hans forældre var snedker, senere instrumentmager Georg Valdemar Palludan og Inger Marie Catrine Olsen. Palludan blev udlært som snedker i Hofmøbelfabrikant C.B. Hansens Etablissement 1908 og var samtidig elev på Det tekniske Selskabs Skole under kunstmaler Emmery Rondahl, hvorfra han blev dimitteret 1913. Fra 1912 studerede han ved Kunstakademiets Arkitektskole under Martin Nyrop og Hack Kampmann og tog afgang 1921. Han modtog et legat fra Glashandler Johan Franz Ronges Fond 1912 og K.A. Larssens og Hustru L.M. Larssens født Thodbergs Legat 1916 og 1930, som blev anvendt på studierejser til Tyskland og Italien. I studietiden var han ansat hos Gotfred Tvede 1916-23 og var atter ansat hos Tvede 1927-30, men drev egen tegnestue fra 1923.
Palludan er især kendt som kirkearkitekt. Hans stil befinder sig mellem nyklassicismen og funktionalismen. Hans bygninger og møbler er renset for ornamenter, men samtidig har de en traditionel opbygning, hvis man sammenligner dem med mere eksperimenterende arkitekters værker. Det er ofte murstenshuse med elegant beklædning af marmor eller sandsten. Han var arkitekt for Bikuben, og Palludans bankfilialer var med til at skabe den tidstypiske norm, at banker har facadebeklædning af glatte, hvide stenfliser.
Han blev gift 6. september 1918 på Frederiksberg med Gudrun Eleonore Sivertsen (16. september 1889 smst. -), datter af arkitekt Sivert Arne Peter Sivertsen og Emilie Hertz. 

## Værker
- Egen villa, Eggersvej 19, Hellerup (1922)
- Vangede Kirke (1926 og 1932, præmieret af Gentofte Kommune, nedrevet)
- Vangede gl. skole (1930, præmieret af Gentofte Kommune)
- Sparekassen Bikubens bygninger med kontor og beboelse, bl.a. i København:
  - Vesterbrogade 11A/Colbjørnsensgade 1 (1933-34)
  - Godthåbsvej 70-72/Nordre Fasanvej 83, Frederiksberg (1935, vinduer ændret)
  - Østerbrogade 23/Ryesgade (1937, vinduer ændret)
  - Frederikssundsvej 26/Frederiksborgvej 2 (1940, vinduer ændret)
  - Ombygning og indretning af afdelingerne Åboulevard 29; Nørrebrogade 18B og Nørrebrogade 140; Lyngbyvej 65 og Peter Bangs Vej 76 (1930-38)
- Dyssegårdskirken, præstegård (1936)
- Dyssegårdskirken (1942, opført 1957)
- Mørkhøj Kirke (1960, ombygget 1970 af Holger Jensen)
- Villaer
- Desuden tegnet møbler og inventar, bl.a. til Dansk Arbejdsgiverforening, Handels- og Kontoristforeningen, Diakonissestiftelsen og Københavns Sygehjem